# Protomyctophum arcticum
Protomyctophum arcticum és una espècie de peix de la família dels mictòfids i de l'ordre dels mictofiformes.

## Morfologia
- Els mascles poden assolir 6 cm de longitud total.[4][5]

## Reproducció
És sexualment madur quan assoleix els 3 cm de llargària.

## Alimentació
Menja crustacis.

## Hàbitat
És un peix marí i d'aigües profundes que viu entre 90-1.600 m de fondària.

## Distribució geogràfica
Es troba a l'Atlàntic.